# مؤسسه جغرافیایی و کارتوگرافی سحاب

ابوالقاسم سحاب

کتابخانه سحاب

مؤسسه جغرافیایی و کارتوگرافی سحاب (به انگلیسی: Sahab Geographic and Drafting Institute) نخستین مؤسسه جغرافیایی و نقشه نگاری در ایران و منطقه خاورمیانه است که در سال ۱۳۱۵ خورشیدی توسط ابوالقاسم سحاب و با همیاری فرزندش، عباس سحاب بنیان نهاده شد.
تلاش مداوم و پیگیر استاد عباس سحاب موجب شد که فن نقشه نگاری در ایران رونق گیرد. حاصل این تلاش بیش از ۱۷۰۰ اثر جغرافیائی از قبیل نقشه، اطلس، کتاب، کره جغرافیائی و دیگر وسایل آموزشی برای مدارس و دانش آموزان بود. از سوی دیگر بخش عمده‌ای از این آثار شامل نقشه‌های گردشگری (توریستی) بود که به زبان‌های فارسی، انگلیسی، فرانسه، آلمانی، عربی و حتی ژاپنی چاپ و منتشر شد.
با تأسیس مؤسسه جغرافیایی و کارتوگرافی سحاب و چاپ و انتشار اطلس‌ها و نقشه‌های ایران و جهان و ورود این نقشه‌ها به مدارس و مراکز آموزشی کشور، تحولی شگرف در تدریس، تحقیق و آموزش جغرافیا پدید آمد.
یکی دیگر از فعالیت‌های استاد سحاب پس از سال ۱۳۴۰ مبارزه با جعل کنندگان اسامی ساختگی برای خلیج فارس بود. وی با تشکیل نخستین نمایشگاه اسناد تاریخی و نقشه‌های جغرافیائی خلیج فارس در محل کافه شهرداری تهران در سال ۱۳۴۴ و تألیف و انتشار اطلس نقشه‌های جغرافیائی و اسناد تاریخی خلیج فارس در ۳ مجلد در سال‌های ۱۳۴۹ و ۱۳۶۱ و ۱۳۶۴ مبارزه اساسی و علمی خود را در این زمینه آغاز کرد.
اقدامات بعدی استاد در زمینه اثبات اصالت نام خلیج فارس با همکاری فرزندش محمدرضا سحاب که اکنون مدیر مؤسسه جغرافیائی و کارتوگرافی سحاب می‌باشد، ادامه یافت.
محمدرضا سحاب نیز دو جلد اطلس به نام خلیج فارس در نقشه‌های کهن در ۱۲۰ صفحه به متن فارسی و انگلیسی در سال ۲۰۰۴ و خلیج فارس: اطلس نقشه‌های تاریخی و کهن به متن انگلیسی در ۶۰۰ صفحه (۲ محلد) در سال ۲۰۰۵ با همکاری چند تن از دانشگاهیان تألیف و چاپ و منتشر کرد. شرکت در همایش‌های داخل و خارج کشور و ارائه بیش از ۲۰ مقاله همراه با اسناد در زمینه اسناد و مدارک جغرافیائی خلیج فارس از جمله اقدامات سال‌های اخیر محمدرضا سحاب می‌باشد.